# Augusto Testa
| 7848 Bernasconi      | 22 febbraio 1996  |
| 8111 Hoepli          | 2 aprile 1995     |
| 13777 Cielobuio      | 20 ottobre 1998   |
| 14103 Manzoni        | 1º ottobre 1997   |
| 18542 Broglio        | 29 dicembre 1996  |
| 19287 Paronelli      | 22 febbraio 1996  |
| 22500 Grazianoventre | 26 luglio 1997    |
| 27855 Giorgilli      | 4 gennaio 1995    |
| 31244 Guidomonzino   | 19 febbraio 1998  |
| 33035 Pareschi       | 27 settembre 1997 |
| 37734 Bonacina       | 30 ottobre 1996   |
| 43993 Mariola        | 26 luglio 1997    |
| 79472 Chiorny        | 6 gennaio 1998    |
| 79847 Colzani        | 7 dicembre 1998   |
| 185733 Luigicolzani  | 28 novembre 1998  |

Augusto Testa (1950) è un astronomo italiano.
Conduce le sue ricerche presso l'Osservatorio astronomico di Sormano.
Il Minor Planet Center gli accredita la scoperta di trentuno asteroidi, effettuate tra il 1994 e il 2000, tutte in collaborazione con altri astronomi: Marco Cavagna, Paolo Chiavenna, Pierangelo Ghezzi, Valter Giuliani, Carlo Gualdoni, Francesco Manca, Piero Sicoli e Graziano Ventre.
Gli è stato dedicato l'asteroide 11667 Testa.